# XMLGUI
XMLGUI és un marc de treball (framework) de KDE per dissenyar una interfície d'usuari d'una aplicació usant XML, mitjançant la idea d'accions.
En aquest marc de treball, el programador dissenya diverses accions que la seva aplicació pot implentar, amb algunes accions definides pel programador per l'entorn de treballe de KDE, com per exemple obrir un fitxer o tancar una aplicació. Cada acció es pot atribuir a diverses dades incloent icones, text explicatori o ajuda contextual.
La part interessant d'aquest disseny és que les accions no s'insereixen a dins dels menús o barres d'eines pel programador. En lloc d'això, el programador proveeix un fitxer XML, que descriu la distribució de la barra de menú o la barra d'eines. En utilitzar aquest sistema, l'usuari pot redissenyar la interfície de l'aplicació sense haver de tocar el codi del programa en qüestió. En addició, l'XMLGUI és útil per als components KParts de programació d'interfície per a KDE, per tant una aplicació pot fàcilment integrar la interfície d'un KPart a la seva pròpia interfície. El navegador de fitxers Konqueror és un bon exemple d'això.

## Altres projectes
El nom és força genèric. El projecte Beryl va ser formalment anomenat xmlgui i hi ha una dotzena d'altres xml-oriented gui-libraries amb el mateix nom de projecte.